# Cénobitisme
 (mai 2008).
Si vous disposez d'ouvrages ou d'articles de référence ou si vous connaissez des sites web de qualité traitant du thème abordé ici, merci de compléter l'article en donnant les références utiles à sa vérifiabilité et en les liant à la section « Notes et références ».

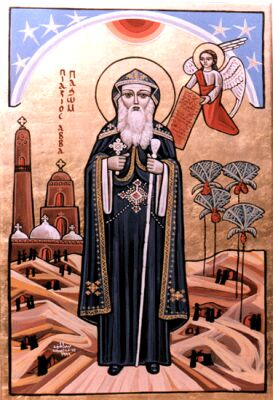
Icône copte représentant Saint Pacôme.

Aux premiers temps du christianisme, le cénobitisme était une forme de vie monastique en communauté, propre aux cénobites, par opposition aux ermites et anachorètes qui vivaient seuls une vie consacrée à la prière et à la contemplation. L'étymologie explique bien cette différence essentielle, à travers deux mots grecs : koinos qui signifie « en commun » et bios qui signifie « vie ».
L'ermite copte égyptien Pacôme le Grand, considérant le nombre de disciples qui, installés près de son ermitage, s'étaient placés sous sa direction spirituelle, décida de leur donner quelques règles de vie commune. Ce texte est appelé 'Règle de saint Pacôme' et est considéré comme étant la première règle de la vie religieuse chrétienne cénobitique. Ainsi les premiers monastères chrétiens, tant masculins que féminins, sont nés en Haute-Égypte, à partir de 315. Jean Cassien importa cette organisation monastique (avec la règle de saint Pacôme) dans le sud de la France (Marseille, Lérins) dont l'évangélisation commençait à peine (vers 400).
Dans les premiers essais de vie cénobitique, les moines s'en remettaient à l'autorité d'un patriarche, d'un ancien, souvent appelé abba (père) ; par la suite, fut instituée l'élection d'un supérieur du monastère (l'abbé ou prieur), à qui les moines promettaient obéissance, condition indispensable pour un véritable progrès spirituel et une vie cénobitique harmonieuse.
En Orient, saint Sabas le Sanctifié, au VIe siècle, fit nommer deux supérieurs, appelés archimandrites, comme responsables devant les autorités civile et religieuse de Jérusalem, l'un pour les laures (le premier fut Sabas lui-même), l'autre pour les « cenobia » (le premier fut Théodose « le cénobiarque »).